# Point Lake
Point Lake är en sjö i Kanada.   Den ligger i territoriet Northwest Territories, i den centrala delen av landet, 3 100 km nordväst om huvudstaden Ottawa. Point Lake ligger 493 meter över havet. Arean är 701 kvadratkilometer. Den sträcker sig 53,9 kilometer i nord-sydlig riktning, och 97,4 kilometer i öst-västlig riktning.
Trakten runt Point Lake är nära nog obefolkad, med mindre än två invånare per kvadratkilometer.